# Максимов, Пётр Васильевич
Пётр Васильевич Максимов (1852—1915) — российский дипломат, тайный советник.

## Биография
Обучался в Лазаревском институте восточных языков в 1875-1876 годах. На службе с 1875 направлен в Азиатский департамент МИД. Почти четверть века работал в посольстве России в Османской империи: студент посольства (1878), 3-й (1879), 2-й (1885), 1-й (1895) драгоман. Отстаивал экономические интересы российского правительства в Константинополе, выступал в защиту армянского населения. В 1895 стал свидетелем убийства армянина во время погрома, с риском для собственной жизни схватил двух убийц и доставил их в полицию. В 1896 произведён в действительные статские советники.
В 1902 году назначен дипломатическим агентом и генеральным консулом в Египте.
В 1905 году назначен министром-резидентом в Черногории. 
С 1909 года посланник в Бразилии (по совместительству в Аргентине, Чили, Парагвае и Уругвае). С его именем связана последняя попытка царской дипломатии добиться оживления российско-бразильских экономических отношений. Ему принадлежала идея установления прямых пароходных сообщений между Россией и странами Южной Америки, расширение торговых и дипломатических связей. В феврале 1911 Совет Министров Российской империи рассмотрел и одобрил специальное донесение Максимова от 2.11.1910, в котором подчёркивалось политическое значение сближения России с южноамериканскими государствами и предлагались нужные для этого меры: установление прямых торговых связей, организация пароходного сообщения между российскими и южноамериканскими портами, посылка в Южную Америку специалистов в области торговли и промышленности, учреждение консульств. 
Скончался в Рио-де-Жанейро в ноябре 1915 года.